# 46-os főút (Magyarország)
A 46-os főút egy másodrendű, tiszántúli főútvonal, amely döntően alföldi mezővárosokat köt össze. Zömében északnyugat-délkeleti irányú, tulajdonképpeni kiindulópontja a Jász-Nagykun-Szolnok vármegyei Törökszentmiklós, de ténylegesen Tiszapüspöki területén indul, végpontja pedig a Békés vármegyében fekvő Mezőberény. Hossza 66 km.

## Nyomvonala
Törökszentmiklós nyugati határszélén (ténylegesen tiszapüspöki területen) egy külön szintű csomópontban ágazik ki a várost északról elkerülő 4-es főútból. A városközpontban a 4-es út régi nyomvonalát követi, ahol korábban egy szakaszon négy forgalmi sávos útként haladt, de ezt a 2010-es években átépítették kétsávossá, megtartva az eredeti útszélességet, amely ezért nagyon szélesnek hat. Törökszentmiklós területén két alsóbbrendű útvonal is kiágazik belőle: előbb délnek a 46 344-es út Törökszentmiklós vasútállomásra, majd észak felé, lámpás csomópontban a 32 126-os út, Óballa külterületi városrészre. A harmadik jelzőlámpás kereszteződésnél elhagyja a régi 4-es nyomvonalat – az innen 42 103-as útként halad a város keleti széléig –, a 46-os pedig dél-délkeleti irányt vesz fel.
Felüljárón halad át a Budapest–Záhony-vasútvonal felett, majd négysávosra bővül, egészen a város határáig, ahol kiágazik belőle nyugat felé a 4629-es út. A folytatásban a főút jellemzője marad a délkeleti útirány. Elhalad Kétpó és Kuncsorba települések között, de azokat nem érinti. Majd Mezőtúrra fut be az út, itt átkel a Budapest–Lőkösháza-vasútvonalon. Mezőtúron sok a keskeny rész, és a zsúfolt kanyargós szakasz. A belvárosban három darab jelzőlámpás csomópontja van az útnak, ezek egyikében torkollik bele Tiszaföldvár felől a 4628-as út, egy utcasarokkal előbb pedig a Kétpóval összeköttetést biztosító 4632-es út. A város egyetlen közúti hídján keresztezi a Hortobágy-Berettyót, majd rövid keleties útirányt követve átlépi a megyehatárt és Békés vármegyébe átérve a vasút mellett befut Nagylaposra.
Nagylapos után nem sokkal átkel a Hármas-Körösön és beér Endrődre (Gyomaendrőd város nyugati részébe). A Hármas-Körös hídját teljesen átépítették, mivel a régi híd már nem felelt meg a megnövekedett forgalmi terhelésnek. Endrődön gyors egymásutánban két elágazása is van: előbb a 443-as főút ágazik ki belőle Szarvas felé, majd a 4642-es út Kondoros-Nagyszénás-Szentes irányába. Áthalad az egykori Gyomán is, előbb kelet, majd ismét délkeleti útirányt tartva. A város sajátos fejlődése miatt nagyon hosszan, több mint 6 km-en át Gyomaendrőd belterületén, közben aluljárón keresztezi a (Budapest)–Szolnok–Békéscsaba–Lőkösháza-vasútvonalat, majd kiágazik belőle a 4232-es út Körösladány felé és a 46 353-as mellékút Gyoma vasútállomásra. Ezután szinte végig a 120-as vonal mellett haladva eléri Csárdaszállást – ott a 4233-as út ágazik ki belőle Köröstarcsára –, majd Mezőberényben egy jelzőlámpás csomópontban beletorkollik a 47-es főútba.

## Története
1934-ben még nem létezett: Törökszentmiklós és Mezőtúr közti szakasza mellékút volt, folytatása pedig még mellékútként sem épült ki akkorra. Egyedül a Törökszentmiklós belterületén nyugat-keleti irányban húzódó szakasza volt elsőrendű főút, a 4-es főút részeként – utóbbi minden bizonnyal az is maradt egészen a város északi elkerülőjének az átadásáig –, a Gyomát és Endrődöt összekötő szakasz pedig harmadrendű főút, a Szarvas-Körösladány közti 414-es főút részeként. A 46-os útszámot sem osztották még ki akkor, sőt még a második világháború idején, az első és második bécsi döntések utáni időszakban sem, amikor pedig jelentős kiterjedésű, visszacsatolt partiumi és erdélyi területek főbb útjainak számozása vált szükségessé, és emiatt a korábbi időszakhoz képest új útszámokat kellett kiosztani.
A 46-os útszámozást így először valószínűleg a Szeged-Makó-országhatár közti útvonal (a mai 43-as főút) kapta meg, egy évszám nélküli, de valószínűleg 1950 körül kiadott közúthálózati térkép tanúsága alapján.
Ma, egyetlen törökszentmiklósi szakaszát leszámítva végig 2×1 sávos, viszonylag jó állapotban lévő főút, mivel 2021-től több ütemben felújították. A Mezőtúr és Gyomaendrőd közötti szakaszt 2008-ban megerősítették, újraaszfaltozták és tengelysúlymérő pontokat alakítottak ki. Forgalma közepes, javarészt települések közti forgalmat bonyolít, bár a Románia felé tartó teherforgalom egy része is itt halad át.

### A 2016-ban felújított szakasz
A Mezőtúr és a 4204-es út (Kétpó, Kuncsorba leágazás) közötti 11 kilométeres szakaszt felújították, melyet 2016-ban adtak át a forgalomnak.

## Érintett települések
- (Tiszapüspöki)
- Törökszentmiklós kiágazás a 4-es főútból
- Mezőtúr
- Nagylapos
- Gyomaendrőd 443-as főút betorkollása
- Csárdaszállás
- Mezőberény beletorkollik a 47-esbe